# Patricia McPherson
Patricia McPherson (Oak Harbor, 27 novembre 1954) è un'attrice, attivista e ballerina statunitense, conosciuta principalmente per il suo ruolo di Bonnie nella serie TV Supercar.

## Biografia
La McPherson è la figlia di un ufficiale di marina. Si è laureata presso la San Diego State University con una laurea in pubblicità.
È sposata con James Garrett.

### Carriera
Dopo aver studiato pubblicità in Florida e in California, ha vissuto per diversi anni a Parigi dove divenne anche modella.
Ha intrapreso poi la carriera di attrice, raggiungendo la notorietà per la sua interpretazione del personaggio di Bonnie Barstow della serie televisiva degli anni ottanta Supercar. 
Ha recitato principalmente in  serie televisive tra cui Dynasty, Starman, La signora in giallo, MacGyver, Matlock e Star Trek: The Next Generation. 
Ha smesso di fare l'attrice a partire dal 1991, dedicandosi a progetti di beneficenza e salvaguardia delle foreste.

## Filmografia parziale
- Supercar – serie TV, 62 episodi (1982-1986)
- MacGyver – serie TV, episodio 2x06 (1986)
- Hunter – serie TV, episodio 4x18 (1987)
- Star Trek: The Next Generation – serie TV, episodio 1x13 (1988)
- Dynasty – soap opera, 7 episodi (1988-1989)
- La signora in giallo – serie TV, episodio 7x06 (1990)